# Плоцично-Тартак
Плоцично-Тартак (пол. Płociczno-Tartak) — деревня в Сувалкском повете Подляского воеводства Польши. Входит в состав гмины Сувалки. Находится примерно в 10 км к югу от центра города Сувалки. Юго-восточнее расположена деревня Гаврых-Руда, северо-западнее — деревни Плотично-Оседле и Дубово-Первшим, северо-восточнее — деревня Соболево. К западу от деревни проходит автодорога 8 и железная дорога. По данным переписи 2011 года, в деревне проживал 791 человек.